# Terremoto di Casamicciola Terme del 2017
Il terremoto di Casamicciola Terme del 2017 ha colpito l'isola d'Ischia la sera del 21 agosto 2017 con una magnitudo di 3.9. La scossa ha provocato il crollo di numerose case e ha portato ad un bilancio di 2 vittime e 42 feriti.

## Precedenti

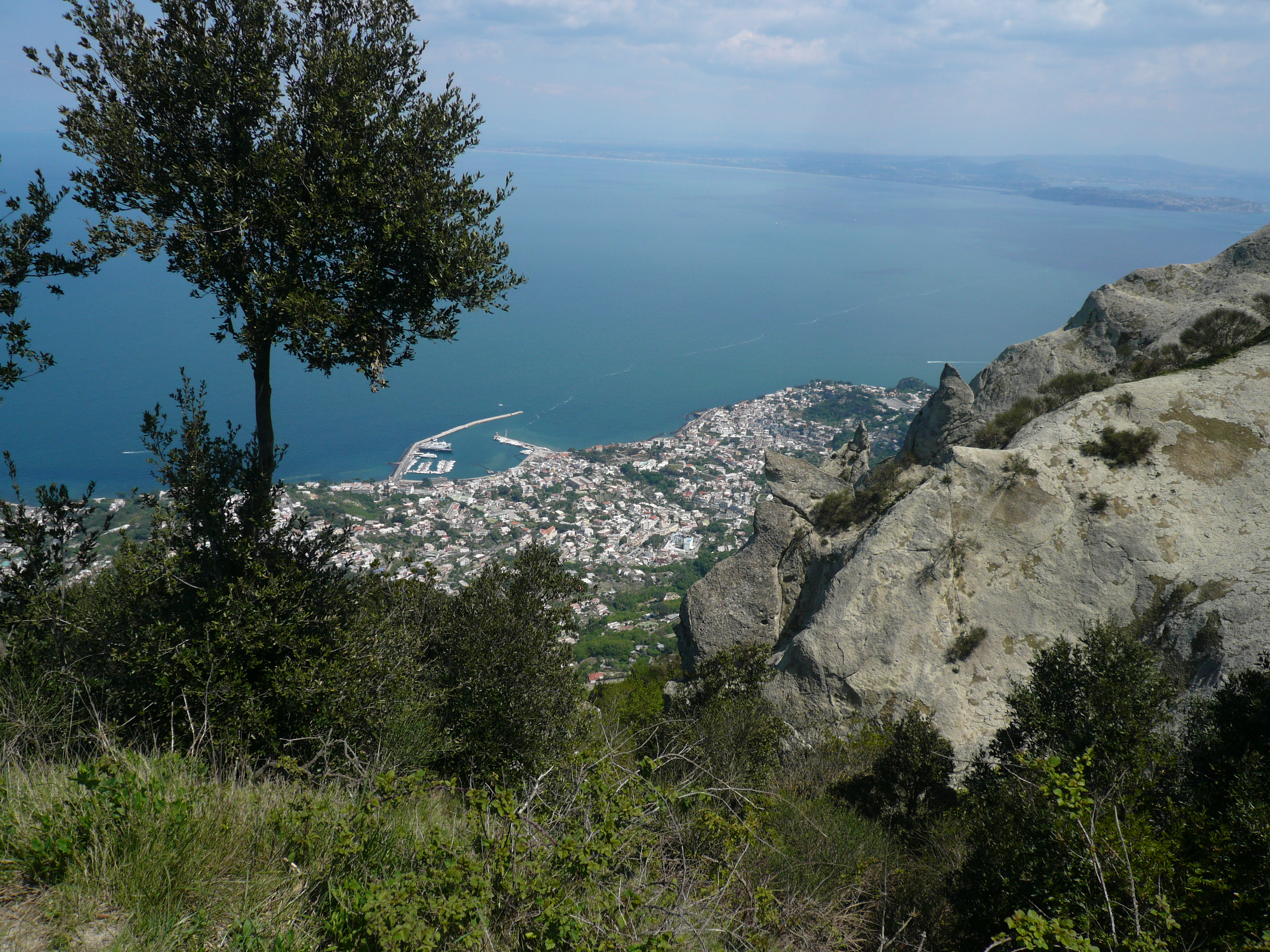
Veduta di Casamicciola Terme dal monte Epomeo

Casamicciola Terme venne distrutta nel 1883 da un violento terremoto di magnitudo 5.8. I danni furono notevoli e si registrarono più di 2000 vittime. Dal 1935 Casamicciola Terme è classificata come zona sismica di seconda categoria.

## Il sisma
La scossa è stata avvertita alle 20:57:51 locali di lunedì 21 agosto 2017. La magnitudo determinata è stata di 3,9 e l'epicentro è stato localizzato a circa 1 km a sud ovest da Casamicciola Terme in prossimità di località Maio, con ipocentro a 1,73 km di profondità. La durata avvertita è inferiore ai cinque secondi. Il terremoto è stato registrato da Forio fino ai paesi flegrei. 

### Analisi geo-sismologica
Il 25 agosto 2017 i sismologi dell'INGV dopo una serie di affinamenti dei dati di localizzazione, utilizzando "modelli di velocità prototipali", hanno consegnato il comunicato alla Commissione Grandi Rischi, presso la Protezione Civile a Roma.
Questo sisma è stato caratterizzato dalla bassa profondità ipocentrale, in conseguenza di ciò, nonostante la sua relativamente bassa magnitudine, nell'area ipocentrale di Casamicciola Terme si è manifestato con una intensità macrosismica VII. Essendo l'area colpita inferiore ai 2 km² l'intensità del sisma equivale a quella di un terremoto di magnitudo 6, su un'area di 2000 km². I danni prodotti, oltre che ad una generale scarsa resistenza degli edifici costruiti, sono attribuibili ad un effetto di sito, che ha provocato amplificazioni locali del movimento sismico arrivando a valori di circa 0,28 g di accelerazione al suolo e una velocità di quasi 18 cm/s di scuotimento del suolo. L'accelerazione spettrale è stata di 0,8 g.
Nei giorni seguenti l'area è stata oggetto di rilevamento topografico di precisione tramite la tecnica dell'interferometria SAR differenziale utilizzando le registrazioni Radar ad apertura sintetica dei satelliti Sentinel 1 del programma europeo Copernicus, e quelli della costellazione italiana COSMO-SkyMed, dell’Agenzia Spaziale Italiana (ASI), il rilevamento ha evidenziato un abbassamento del suolo attorno all'area epicentrale, fino ad un massimo di 4 cm.

### Scosse successive
Hanno fatto seguito alla scossa numerosi eventi tellurici di assestamento, tutti con magnitudo compresa tra 0,5 e 1,9.
L’8 agosto 2018 alle ore 10:02, a quasi un anno dal sisma, una scossa lieve di magnitudo 2,4 ad una profondità di 3 km è stata avvertita nella parte alta di Casamicciola. Non furono rilevati danni a cose o persone se non un po’ di panico tra i cittadini. Tuttavia la scossa fu collocata nella scia dei movimenti sismici che fin dal 1993 caratterizzano la zona nord dell'isola. Un'altra scossa, di magnitudo 1,3 fu registrata la notte del 9 dicembre dello stesso anno.

## Danni e vittime
Nonostante non tutti l’abbiano percepito con la stessa intensità e moltissimi turisti in più comuni dell’isola abbiano continuato la cena inconsapevoli dell’accaduto, si è creato panico tra i cittadini più vicini all’epicentro per via di un black-out, di breve durata. 
Nel contempo si iniziarono a registrare molti danni nel centro di Casamicciola: calcinacci e cornicioni caduti, crepe negli edifici e soprattutto alcuni crolli nella parte settentrionale dell'abitato, nel quartiere Maio. Due donne morirono in centro, mentre da Napoli iniziava a mobilitarsi la macchina dei soccorsi intenta ad aiutare l’unico nucleo familiare rimasto intrappolato sotto le macerie della piccolissima frazione interessata dal sisma, famiglia tutta miracolosamente salva. In totale vi furono 42 feriti mentre gli sfollati furono 2.630.

## La ricostruzione
All'inizio la questione della ricostruzione fu messa in secondo piano, in quanto l'Italia era reduce dal terremoto dell'Appennino Centrale dell'anno precedente e quindi si ritrovava a dover affrontare due emergenze, nonostante l'area colpita dal sisma fosse più ristretta rispetto a quella dell'anno precedente. Tuttavia in seguito alla sciagura del Viadotto Polcevera a Genova, nella quale persero la vita 43 persone, il 28 settembre 2018 venne approvato il decreto-legge n. 109, chiamato "Decreto Genova" che prevedeva anche lo stanziamento di circa 60 milioni di euro per la ricostruzione ad Ischia.
Nel decreto venne anche autorizzato il condono di alcune abitazioni abusive che furono lesionate dal sisma: è da sottolineare che a partire dagli anni 70, per via della crescente espansione urbanistica e per il continuo viavai di moltissimi turisti, in molte zone dell'isola ed in particolare nella zona di Casamicciola, furono costruiti molti edifici non autorizzati o su terreno non edificabile. Durante il Governo Craxi I nel 1985 furono presentate molte richieste di condono edilizio sotto il Ministro delle finanze Bruno Visentini, in larga parte accettate che saranno poi riviste nel decreto 109.
Il 3 marzo 2019 il commissario straordinario Carlo Schilardi sblocca i fondi statali destinati agli sfollati, dichiarando di essere fiducioso sull'inizio in tempi brevi della ricostruzione.